# Municipio de Medford (Minnesota)
El municipio de Medford (en inglés: Medford Township) es un municipio ubicado en el condado de Steele en el estado estadounidense de Minnesota. En el año 2010 tenía una población de 813 habitantes y una densidad poblacional de 18,79 personas por km².

## Geografía
El municipio de Medford se encuentra ubicado en las coordenadas 44°10′33″N 93°13′21″O / 44.17583, -93.22250. Según la Oficina del Censo de los Estados Unidos, el municipio tiene una superficie total de 43.27 km², de la cual 43,12 km² corresponden a tierra firme y (0,36 %) 0,16 km² es agua.

## Demografía
Según el censo de 2010, había 813 personas residiendo en el municipio de Medford. La densidad de población era de 18,79 hab./km². De los 813 habitantes, el municipio de Medford estaba compuesto por el 93,73 % blancos, el 0,37 % eran afroamericanos, el 0,49 % eran amerindios, el 1,11 % eran asiáticos, el 1,23 % eran de otras razas y el 3,08 % eran de una mezcla de razas. Del total de la población el 9,47 % eran hispanos o latinos de cualquier raza.